# Color TV-Game 6
La Color TV-Game 6 est la première console de salon de Nintendo.
Elle sort le 1er juin 1977 au prix de 9 800 ¥. Nintendo souhaite concevoir et construire la console de « A à Z », mais étant donné le coût trop important de la fabrication des microprocesseurs, la société doit changer d'avis, et c'est finalement Mitsubishi qui fournira ces composants.
Elle fonctionne à piles, et contient six versions d'un jeu proche de Pong, nommé Light Tennis. Les deux joueurs commandent à l'écran leur palette respective, avec deux molettes fragiles, fixées directement à la machine, ce qui est peu pratique pour jouer.
Les consoles de l'époque étaient en noir et blanc, et souvent pour un prix dépassant les 20 000 ¥. Ainsi, grâce au prix de vente initial peu élevé et à ses jeux en couleurs, 360 000 exemplaires de la Color TV-Game 6 sont vendus.
Le même mois, la Color TV-Game 15 sort parallèlement. C'est une version de meilleure qualité, et pour un prix plus élevé. Elle fonctionne avec un adaptateur secteur, dispose de deux manettes câblées et débranchables et propose quinze versions de Light Tennis.
Ces consoles connaîtront un grand succès et inciteront Nintendo à poursuivre dans ce domaine.